# トーラス

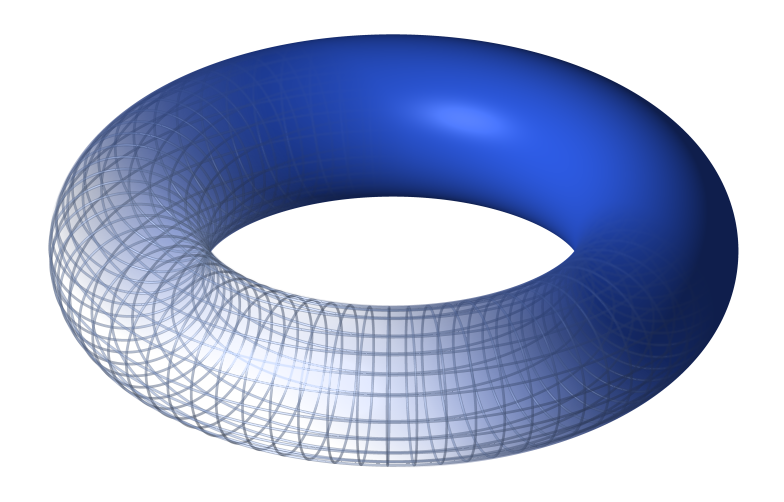
トーラス

初等幾何学におけるトーラス（英: torus, 複数形: tori）、円環面、輪環面は、円周を回転して得られる回転面である。
いくつかの文脈では、二つの単位円周の直積集合 S1 × S1（に適当な構造を入れたもの）を「トーラス」と定義する。特に、位相幾何学における「トーラス」は、直積位相を備えた S1 × S1 に同相な図形の総称として用いられ、種数 1 の閉曲面（コンパクト二次元多様体）として特徴づけられる。このようなトーラスは三次元ユークリッド空間 R3 に位相的に埋め込めるが、各生成円をそれぞれ別の平面 R2 に埋め込んで、それら埋め込みを保つような直積空間としての「トーラス」をユークリッド空間に埋め込むことは R3 では不可能で、R4 で考える必要がある。これはクリフォードトーラス と呼ばれる、四次元空間内の曲面を成す。

アニュラスはトーラスではない

混同すべきでない関連の深い図形として、トーラスに囲まれた領域（三次元図形）すなわち「中身の詰まったトーラス」(solid torus) を、トーラス体、輪環体、円環体などと（対してもとのトーラスをトーラス面 (toroid) と）呼ぶこともある。また、中身の詰まったトーラスを単に「トーラス」(toroid) と呼ぶ場合があるので注意が必要である。また、同様に「円環」などと呼ばれる別の図形アニュラス（annulus、環帯）とも混同してはならない。

## トーラス形

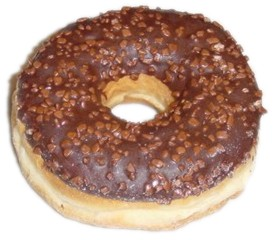
ドーナツの一種である、リングドーナツ

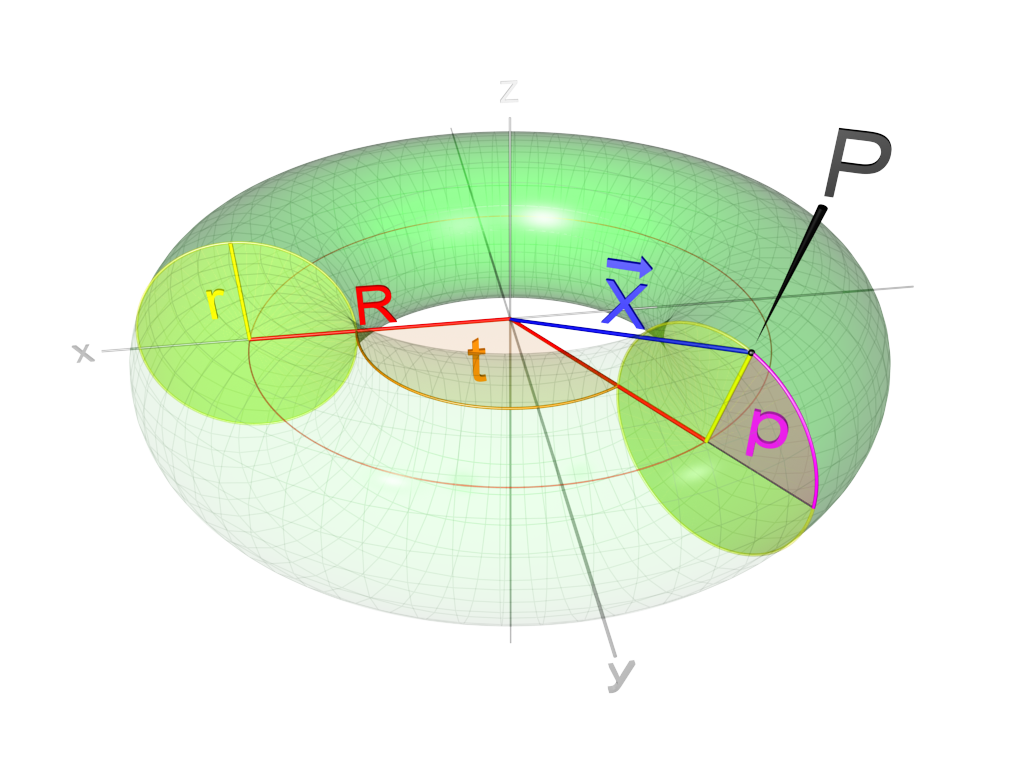
R = 大半径、r = 小半径

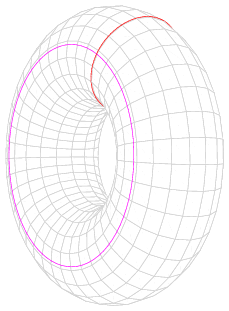
赤色の線がメリディアン、桃色の線がロンジチュード

最もありふれたトーラスは、円（周）の外側に回転軸を置き得られる回転体、代表的なドーナツの形状の一つである「リングドーナツ」型で、いわゆる「ドーナツ型」である(ドーナツには球など様々な形があり、全てがトーラスの形状ではない。)。
トーラスの形と大きさを示すには大円の半径である大半径 R と、小円の半径である小半径 r  (R > r) の2つの値が必要である（図）。小円とは回転体の断面の円、大円は小円の中心がなす円のことである。大円はトーラスの中心曲線（ちゅうしんきょくせん、core curve）ともいわれる。このトーラスは、xz 平面上の円 C
{\displaystyle C\colon (x-R)^{2}+z^{2}=r^{2}\quad (R>r>0)}
をz軸の周りで回転することによって得られ、その方程式は
{\displaystyle T\colon ({\sqrt {x^{2}+y^{2}}}-R)^{2}+z^{2}=r^{2}}
となる。
また、右図のように、媒介変数 t , p （0≦t≦2π , 0≦p≦2π）を使えば
{\displaystyle {\begin{aligned}x&=R\cos {t}+r\cos {p}\cos {t}\\y&=R\sin {t}+r\cos {p}\sin {t}\\z&=r\sin {p}\end{aligned}}}
と表示することもできる（t , p を消去すれば前述の方程式になる）。
ここで媒介変数 t を一定としたときのトーラス上の閉曲線をメリディアン（meridian）または経線（けいせん）といい、 p を一定にしたときのトーラス上の閉曲線をロンジチュード（longitude）または緯線（いせん）という。
このトーラスの表面積 S と体積 V は、パップス＝ギュルダンの定理から簡単に求まり、
{\displaystyle S=(2\pi r)(2\pi R)=4\pi ^{2}rR}
{\displaystyle V=(\pi r^{2})(2\pi R)=2\pi ^{2}r^{2}R}
である。それぞれ、小円の円周と面積に大円の円周を掛けた値になっている。このことはトーラスの表面積は底面が半径 {\displaystyle r} で高さが {\displaystyle 2\pi R} の円柱の側面積に等しく、体積はこの円柱のものと等しいことを示している。

## 平坦トーラス
平坦トーラス (flat torus) は、円柱面を平坦なまま曲げて、両側の端を合わせ貼り付けることで得られる。「平坦」とは「曲率0」ということで、円柱面のように1方向にしか曲がっていない面は曲率0なので平坦である。平坦な面は可展、つまり、伸縮なしで平面（や他の平坦な面）に変形可能である。3次元空間内で円柱面を曲げるにはどうやっても伸縮が必要で、曲率のあるドーナツ型しか作れない。平坦トーラスを作るには、4次元空間が必要である。
平坦トーラスは長方形から作ることもできる。丸めて左右の辺を張り合わせて円柱面にし、あとは同じようにすればいい。円柱面の端とは元の長方形の上下の辺なので、上と下、右と左を貼り付けたことになる。ここで順序を変えて、まず右と左、次に上と下を貼り付けても平坦トーラスができ、このトーラスは元のトーラスと合同である。3次元空間内で考えれば、順序を変えると縦横が入れ替わり戻せないように思えるかもしれないが、4次元空間内では回転により重ね合わすことができる。つまり、上下・左右どちらを先に貼り付けても結果は同じである。
平坦トーラスを作る作業は4次元空間内であるため図示も想像も難しいが、実際に曲げずに、単に上と下、右と左が繋がっていると考えれば、平面幾何に関する限り同じことである。あるいは、同じ長方形が上下左右に無限に繰り返していると考えてもいい。家庭用ゲーム『ドラゴンクエストシリーズ』などのコンピュータRPGに登場する、世界地図の右端と左端だけでなく上端と下端が同じ向き付けで繋がっているような世界は、地球のような球面ではなく平坦トーラスである。
ここまで長方形を例に挙げたが、実は平行四辺形なら平坦トーラスを作れる。たとえば、二重周期を持つ楕円関数は、二つの基本周期が描く平行四辺形から構成される平坦トーラスの上で、自然に定義される関数であると解釈される。

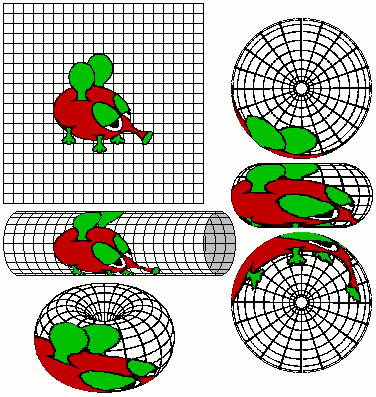
正方形から円筒を、円筒からトーラスをつくる。
AとA、BとB（あるいはBとB、AとA）を繋げる。
繋げる順序が違うトーラス間の変形（アニメGIF）。4次元空間では穴あけ・伸縮なしでこの変形が可能である。

## 位相的トーラス

コーヒーカップとドーナツは同相である

位相幾何学的には、トーラスはどれだけ伸縮してもいい。有名な例は、ドーナツとコーヒーカップは同相である、というものである。つまり、コーヒーカップ（の表面）もトーラスである。

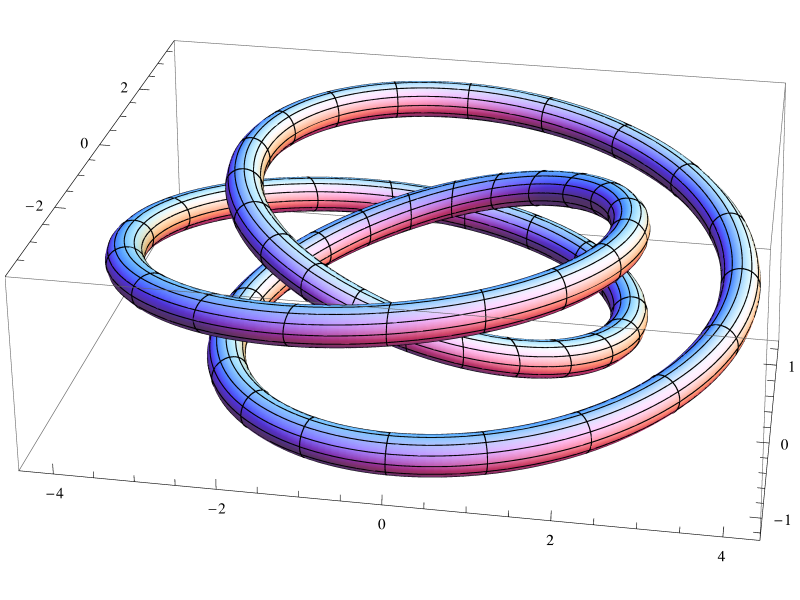
三葉結び目状のトーラス

また、結び目状になっているトーラスを考えることもできる。全ての結び目が円周に同相なように、結び目状になっているトーラスも標準的なトーラスと同相になる。ただし中心曲線の結び目が異なれば3次元空間上ではそれらは同位にならない。

### 性質
- トーラスの基本群は ⟨x, y : xyx−1y−1⟩ である。

## 多孔トーラス
トーラスは、2次元球面から2つの円板を除去し、その境界に円柱面 S1×I の両端を貼り付けることによってつくることもできる。トーラスに対してさらにもう1つシリンダーをつけた曲面は二つ穴トーラス (double torus) と呼ぶことがある。これを繰り返してさらに多くの穴を持ったトーラスを考えることができ、穴の個数のことを種数という。また、シリンダーをつける操作は、新たなトーラスを連結和によって加えていることに相当する。

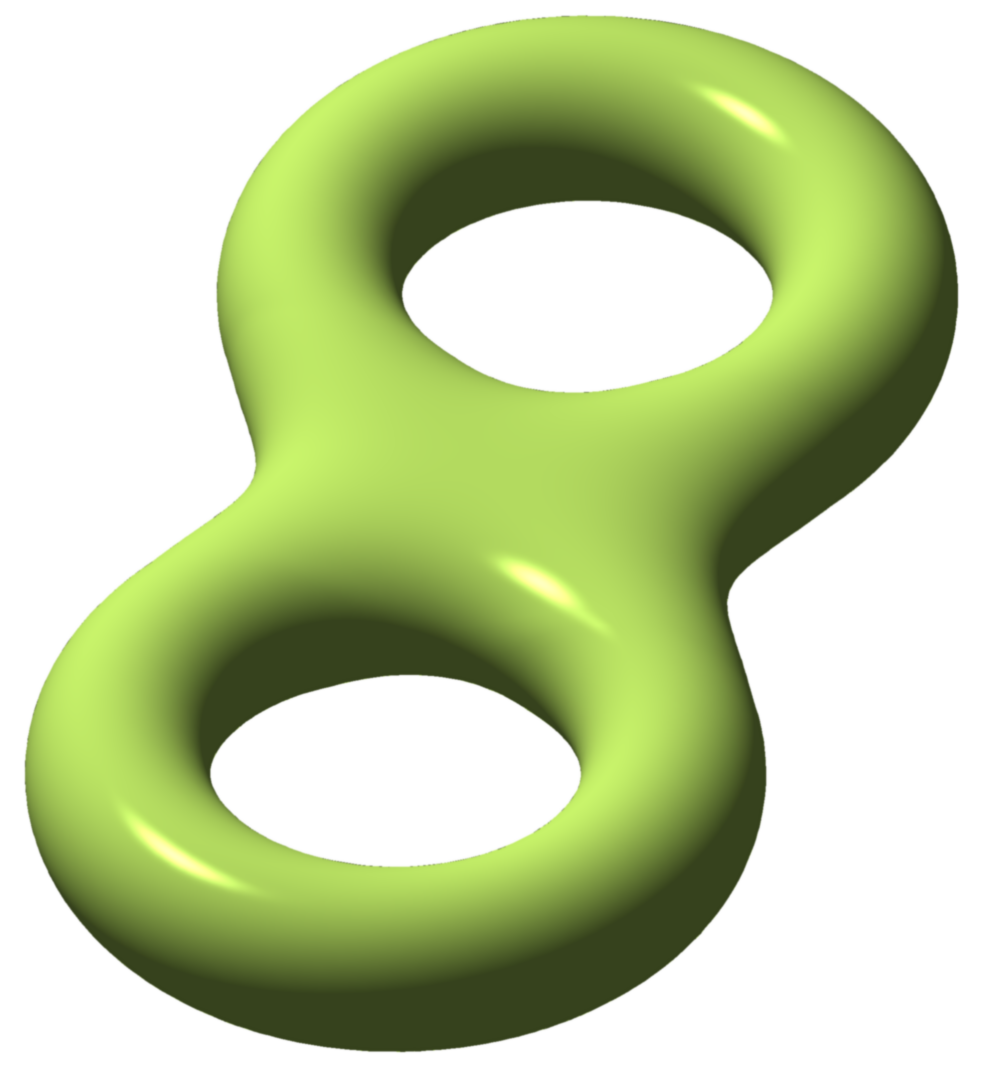
2つ穴トーラス
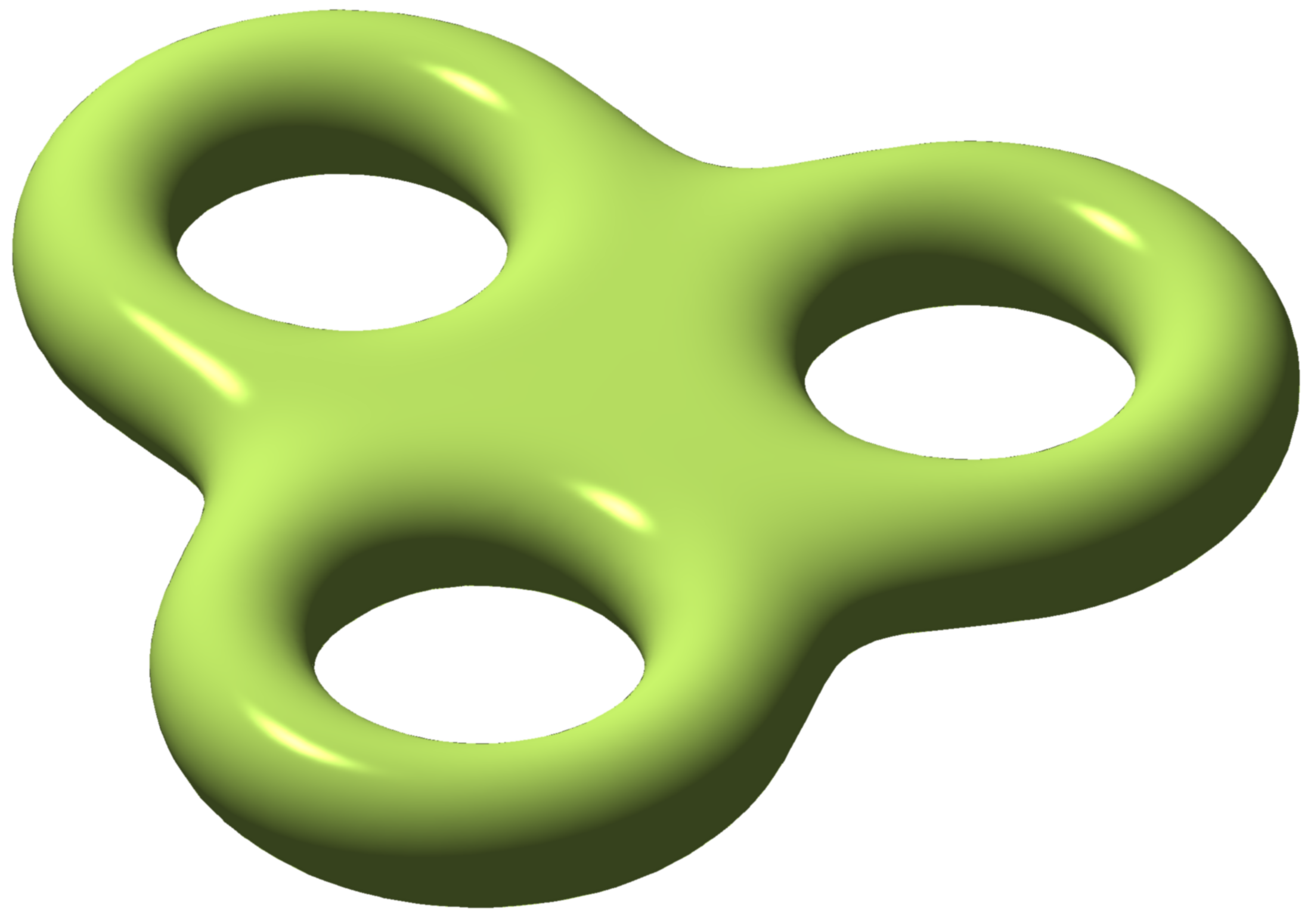
3つ穴トーラス

## トーラス形多面体
位相的にトーラス（あるいは多孔トーラス）である多面体はトーラス形多面体 (toroidal polyhedra) または穿孔多面体（穴のある多面体）と呼ばれる。

## n次元トーラス
円周あるいは単純閉曲線 S1 を 1 次元トーラスという。冒頭で述べた意味でのトーラスは S1 × S1 とあらわすことができる（片方の S1 をメリディアン、もう片方の S1 をロンジチュードと考えればよい）。一般に、n 次元トーラスあるいは簡単に n-トーラス Tn とは S1 の n 個の直積
{\displaystyle T^{n}=S^{1}\times S^{1}\times \cdots \times S^{1}}
のことである。この語法に従えば、冒頭で述べた意味でのトーラスは 2-トーラスということになる。
S1 は絶対値が 1 に等しい複素数全体の集合と同一視され、積に関して可換なコンパクトリー群になる。したがって、S1 の n 個の直積である Tn も可換なコンパクトリー群になる。T1 = S1 は、実数全体からなる加法群 R を整数全体からなる離散部分群 Z で割った剰余群 R / Z と同型である。
フーリエ級数の理論は、コンパクト群としての 1-トーラス T1 上で定義される、ハール測度に関して自乗可積分な関数の、T1 の指標（1 次元表現）による展開であると解釈することができる。

## 代数トーラス
T1 = S1 は2次元の特殊直交群
{\displaystyle \mathrm {SO} (2)=\mathrm {O} (2)\cap \mathrm {SL} (2,\mathbf {R} )=\left\{{\begin{pmatrix}x&-y\\y&x\end{pmatrix}}\,\mid \,x,y\in \mathbf {R} ,x^{2}+y^{2}=1\right\}}
と同一視できるので，{\displaystyle \mathbf {R} } 上定義された代数群とみなせる。その複素化 {\displaystyle \mathrm {SO} (2,\mathbf {C} )} は 0 でない複素数全体のなす乗法群 {\displaystyle \mathbf {C} ^{\times }} と同型である。一般に、完全体 {\displaystyle F} 上定義された代数群 T がランク {\displaystyle r\geq 1} のトーラスであるとは、{\displaystyle F} の代数的閉包 {\displaystyle {\bar {F}}} 上 T が {\displaystyle (F^{\times })^{r}} と同型になることをいう。
たとえば、一般線型群 {\displaystyle \mathrm {GL} (n,\mathbf {R} )} に属する対角行列全体からなる群はランク {\displaystyle n} のトーラスであるが、{\displaystyle \mathbf {R} } 上 {\displaystyle (\mathbf {R} ^{\times })^{n}} と同型になっている。このような性質を持つトーラスを分裂トーラスという。最初の例の T1 = S1 は分裂トーラスではない。